# 苍山白珠
苍山白珠（学名：Gaultheria cardiosepala）为杜鹃花科白珠树属的植物。分布于缅甸北部以及中国大陆的云南等地，生长于海拔2,100米至3,900米的地区，见于山坡，目前尚未由人工引种栽培。